# Hochenergetische Röntgenstrahlung

Warnungsymbol vor ionisierenden Strahlen wie beispielsweise Röntgenstrahlung

Hochenergetische bzw. harte Röntgenstrahlung zwischen 30 keV und 1 MeV zeichnet sich in ihrer Anwendung hauptsächlich durch ihre Eindringtiefe in die meisten Materialien aus. Chemische Verbindungen mit schweren Elementen können in ihrem Volumen damit erfasst werden. 

## Abgrenzung und Einteilung
Röntgenstrahlung wird im Unterschied zu Gammastrahlung durch Bewegung geladener Teilchen erzeugt und nach der Photonenenergie (eV) im elektromagnetischen Spektrum grob unterteilt in
- Weiche Röntgenstrahlen (etwa bis 100 keV),
- Harte Röntgenstrahlen (etwa 100 bis 1000 keV = 1 MeV) und
- Ultraharte Röntgenstrahlen (im Mega-Elektronenvolt-Bereich über 1 MeV).

## Erzeugung
Hochenergetische Röntgenstrahlung kann, technisch bedingt, nur im unteren Energiebereich durch leistungsfähige Röntgenröhren hergestellt werden. Typischerweise wird hochenergetische Röntgenstrahlung in Linearbeschleunigern oder in Ringbeschleunigern wie dem Synchrotron erzeugt. 

## Anwendung
Ihr Anwendungsbereich eröffnet Möglichkeiten von der Kernspektroskopie über die Physik der kondensierten Materie hin zu In-situ-Beobachtungen in den Materialwissenschaften unter industriellen Bedingungen.